# Vicques, Calvados

Vicques este o comună în departamentul Calvados, Franța. În 1 ianuarie 2022 avea o populație de 69 de locuitori.